# Yevguéniya Tarásova
Yevguéniya Maxímovna Tarásova –en ruso, Евгения Максимовна Тарасова– (Kazán, 17 de diciembre de 1994) es una deportista rusa que compite en patinaje artístico, en la modalidad de parejas.
Participó en dos Juegos Olímpicos de Invierno, obteniendo dos medallas, plata en Pyeongchang 2018, en la prueba de equipo, y plata en Pekín 2022, en la prueba de parejas (junto con Vladímir Morózov).
Ganó tres medallas en el Campeonato Mundial de Patinaje Artístico sobre Hielo entre los años 2017 y 2019, y siete medallas en el Campeonato Europeo de Patinaje Artístico sobre Hielo entre los años 2015 y 2022.

## Palmarés internacional
| Juegos Olímpicos   | Juegos Olímpicos            | Juegos Olímpicos  | Juegos Olímpicos |
| Año                | Lugar                       | Medalla           | Prueba           |
| ------------------ | --------------------------- | ----------------- | ---------------- |
| 2018               | Pyeongchang (Corea del Sur) | Medalla de plata  | Equipo           |
| 2022               | Pekín (China)               | Medalla de plata  | Parejas          |
| Campeonato Mundial |                             |                   |                  |
| Año                | Lugar                       | Medalla           | Categoría        |
| 2017               | Helsinki (Finlandia)        | Medalla de bronce | Parejas          |
| 2018               | Milán (Italia)              | Medalla de plata  | Parejas          |
| 2019               | Saitama (Japón)             | Medalla de plata  | Parejas          |
| Campeonato Europeo |                             |                   |                  |
| Año                | Lugar                       | Medalla           | Categoría        |
| 2015               | Estocolmo (Suecia)          | Medalla de bronce | Parejas          |
| 2016               | Bratislava (Eslovaquia)     | Medalla de bronce | Parejas          |
| 2017               | Ostrava (República Checa)   | Medalla de oro    | Parejas          |
| 2018               | Moscú (Rusia)               | Medalla de oro    | Parejas          |
| 2019               | Minsk (Bielorrusia)         | Medalla de plata  | Parejas          |
| 2020               | Graz (Austria)              | Medalla de plata  | Parejas          |
| 2022               | Tallin (Estonia)            | Medalla de plata  | Parejas          |